# Windermere (meer)
Windermere is het grootste natuurlijke meer in Engeland, en bevindt zich geheel binnen het Lake District National Park. Het is een van de populairste vakantie- en zomerhuisjeslocaties van het land sinds 1847.

## Geografie

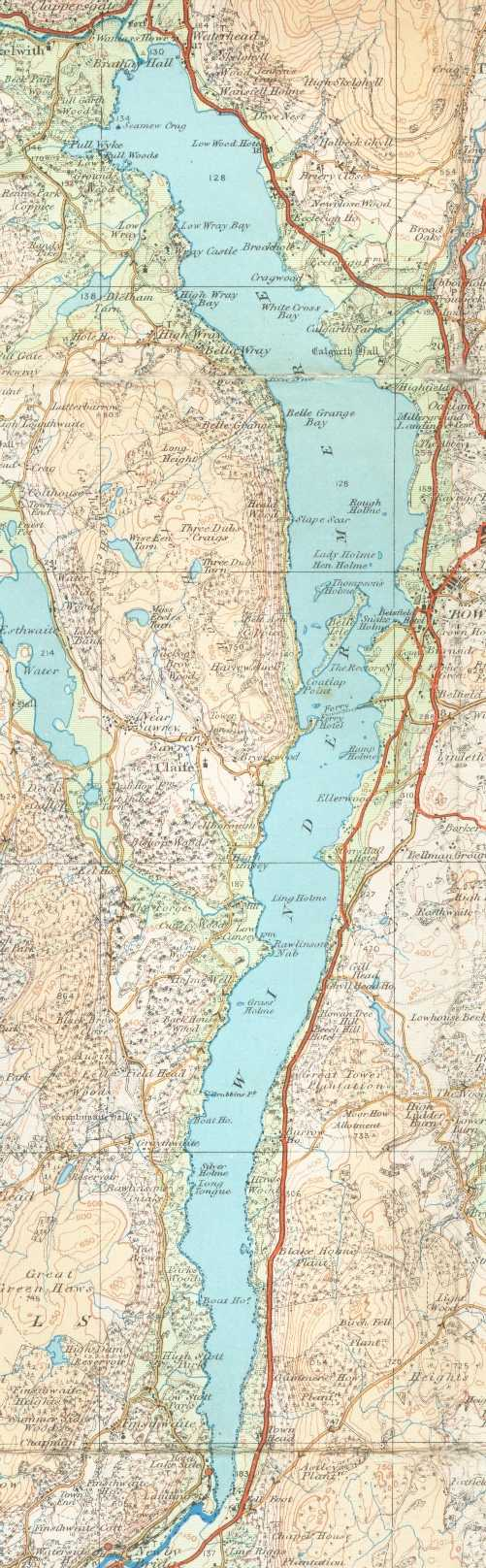
Een kaart van het meer uit 1925

Windermere is 17 kilometer lang en strekt zich uit van Newby Bridge tot Ambleside. De breedte varieert van 400 tot 1500 meter. Het meer bedekt een gebied van 14,7 vierkante kilometer, en heeft een maximale diepte van 65 meter. Het meer ligt op 130 meter boven zeeniveau.
Het meer krijgt zijn water van de Brathay, Rothay, Troutbeck en Cunsey Beck rivieren, en vele kleine waterstroompjes.
Er zijn twee steden aan het meer: Ambleside en Bowness-on-Windermere. De stad Windermere grenst ondanks zijn naam niet aan het meer, maar ligt er 15 minuten lopen vandaan.
Het meer stond oorspronkelijk bekend als Winandermere, maar een spoorwegbedrijf vond deze naam te lang en gaf het station bij het meer de naam Windermere. Deze naam werd later ook aan het meer zelf en de stad gegeven.
Het meer wordt grotendeels omgeven door heuvels van het Lake District.
Lake Windermere is een zogenaamd ribbon meer, wat lang dun en vingerachtig is. Dit soort meren ontstonden duizenden jaren geleden gedurende de ijstijd door middel van gletsjers en erosie.
Het meer is het thuis van veel vissen en andere waterdieren. In de winter wordt het meer veel aangedaan door ganzen die naar het zuiden trekken.

## Lokale overheid
Voor 1974 lag Windermere geheel in het gebied Westmorland. Maar sinds de herorganisatie in 1974 vallen Windermere en zijn kusten geheel in Cumbria en het district van South Lakeland.

## Monsters
Net als veel grote meren rond de wereld doen over Windermere verhalen de ronde van vreemde vissen of onnatuurlijke dieren die daar zouden leven. Zo zou er geregeld een groot aalachtig wezen gezien zijn.

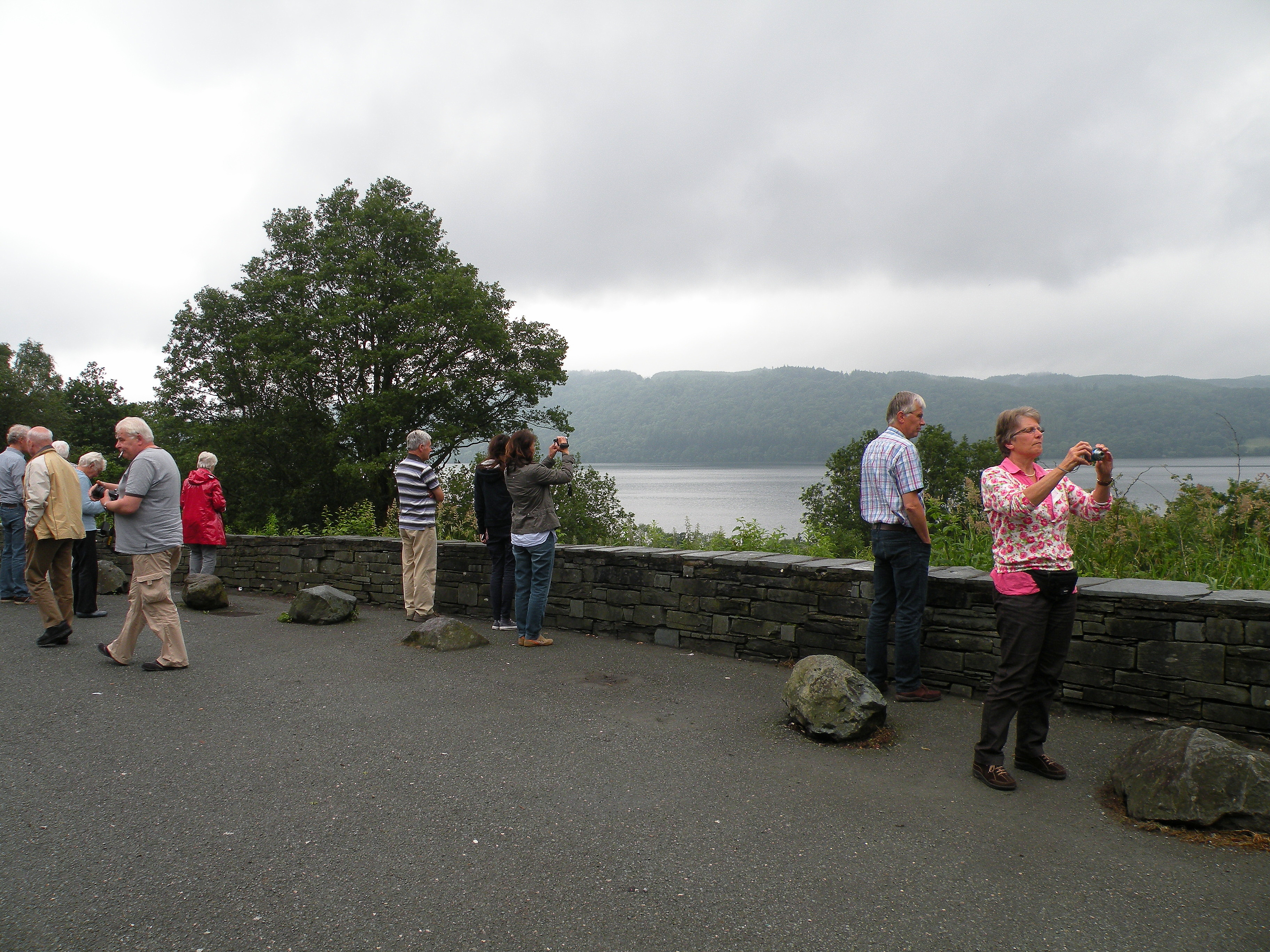
Lake Windermere

## Trivia
- Op 13 juni 1930 verongelukte Henry Segrave hier nadat hij dezelfde dag een nieuw wereldsnelheidsrecord op water had gevestigd.